# آویاست ایر
آویاست ایر (روسی: ООО «Авиакомпания «АВИАСТ ЭЙР») شرکت هواپیمایی روس است، که در سال ۱۹۹۲ تأسیس شد.